# Eduardo Santos Silva
Eduardo Ferreira dos Santos Silva (Porto, 18 de Março de 1879 — Porto, 14 de Setembro de 1960) foi um médico, professor, pedagogo e político, presidente da Câmara Municipal do Porto, que se distinguiu na oposição ao regime ditatorial saído do golpe de 28 de Maio de 1926. Foi membro da Maçonaria.

## Biografia
Nasceu na cidade do Porto a 18 de março de 1879, filho do comerciante Dionísio Santos Silva, no seio de uma família da classe média com tradições republicanas. O pai era um destacado militante republicano, por diversas vezes preso por defender o derrube da Monarquia, o que o levou a declar-se republicano aos 13 anos de idade.
A morte prematura da mãe, em 1894, e um mau momento nos negócios familiares, com a falência da chapelaria de seu pai, obrigou-o a ajudar no sustento da família, trabalhando como escriturário em Vila Nova de Gaia e como regente escolar no Colégio Português, uma instituição do ensino particular onde lecionou a instrução primária. Com os proventos assim obtidos pagou os seus estudos secundários e ingressou em 1898 na Escola Médico-Cirúrgica do Porto, onde estudou Medicina.
Durante os seus estudos médicos, complementava os seus rendimentos ajudando o pai na gerência do Teatro Circo Águia d'Ouro, no Porto. Concluiu o curso de Medicina como Bacharel em 1903, com 23 anos de idade, com a classificação geral de 14 valores. Iniciou a sua carreira profissional de médico complementando-a com o exercício de funções docentes no ensino secundário, como professor no Liceu Central do Porto (1905). Aí lecionou as disciplinas de Geografia, Ciências Naturais, Francês e Português. Ao mesmo tempo militou activamente no Centro Republicano Rodrigues de Freitas, fundado e dirigido pelo seu pai.
Em 1906 casou com Ernestina Martins Morgado (1880-1967), com quem teve quatro filhos e duas filhas: (1) Eduardo dos Santos Silva (1907-1976), médico; (2) Ernestina dos Santos Silva (1908-1950); (3) Artur Santos Silva; (4) Sílvia dos Santos Silva (1911-1913); (5) Osvaldo dos Santos Silva (1913-1951), engenheiro; e (6) Fernando dos Santos Silva (1914 - 2013), advogado.
Em 1909 parte para a cidade de Paris para fazer a especialização médica em dermatologia e sifiligrafia. Naquela cidade conheceu um grupo de exilados republicanos portugueses, entre os quais Aquilino Ribeiro, Amadeu de Sousa Cardoso e Teixeira Lopes. Em 1910 regressou a Portugal e retomou o ensino no Liceu Alexandre Herculano, no Porto, que acumulava com o exercício da medicina.
Republicano, participou na obra de demolição da Monarquia.
A Instauração da República permite-lhe aceder, em 1911, ao cargo de diretor da Escola Normal do Porto. Deixa essa função logo ao fim de um ano para assumir (por eleição), em 1912, a de reitor do Liceu Normal D. Manuel II.
Ainda em 1911, é iniciado e adere à Maçonaria, primeiro na Loja Luz e Progresso, do Porto, com o nome simbólico de Erasmo, transitando, depois, em 1912, para a Loja Portugália, da mesma cidade, ambas afectas ao Grande Oriente Lusitano.
Em 1914 foi escolhido para vice-presidente e depois presidente da Comissão Executiva da Câmara Municipal do Porto exercendo também as funções de vereador da Instrução, Beneficência e Bairros Operários. A sua passagem pela Câmara Municipal do Porto, entre 1915 e 1918, foi marcada por obras marcantes para o município, como a criação da rede de bibliotecas populares, escolas para alunos portadores de deficiência e a distribuição de refeições gratuitas para crianças pobres. Teve, também, papel de relevo na fundação de escolas infantis e da secção feminina nos Liceus do Porto. Foi sua iniciativa a construção de alguns edifícios hoje referência na cidade do Porto, como o Mercado do Bolhão, o Matadouro, o Conservatório de Música do Porto e o próprio edifício dos Paços do Concelho do Porto. Também fomentou a construção de bairros operários nas freguesias de Ramalde, Campanhã e Lordelo.
Em 1918, sendo presidente da Câmara Municipal do Porto, foi mandado prender por Sidónio Pais e, de seguida, proibido de residir no Porto. Foi então que requereu ao secretário de Estado da Guerra a incorporação no Corpo Expedicionário Português, para ir combater na frente ocidental da Primeira Guerra Mundial, apesar de ser casado e pai de cinco filhos. Em finais de Junho de 1918 partiu para França, onde integraria, como capitão médico miliciano, o 3.º Batalhão da Brigada do Minho. Foi um dos últimos portugueses a reforçar o desamparado CEP, destroçado pelas 7300 baixas sofridas na Batalha de La Lys.
Desmobilizado em 1919 e distinguido com a Medalha da Cruz de Guerra, voltou ao Porto, para exercer o cargo de vereador da Câmara Municipal, que acumulou com o de presidente do Senado da Câmara Municipal até 1922 ou 1923. Os seus mandatos estão associados a um período de progresso na cidade: criou cursos nocturnos para adultos, jardins de infância junto aos bairros sociais mais populosos, triplicou o parque de escolas primárias, fundou o Conservatório de Música e a Maternidade, estimulou a leitura com a rede de bibliotecas populares, iniciou a construção da Avenida da Liberdade e do novo edifício dos Paços do Concelho, aprovou o feriado do Dia do Trabalhador e as oito horas de trabalho para os operários e empregados municipais. Deixou a Câmara Municipal do Porto em Março de 1923, demitindo-se por divergências com a direcção política do Partido Republicano.
De 1925 a 1926 foi Deputado. Em 1925 foi convidado a ocupar o cargo de Ministro da Instrução Pública, integrando os dois últimos governos da Primeira República Portuguesa, ambos presididos por António Maria da Silva, o primeiro em 1925 e o segundo de 1925 a 1926.
Após o Golpe do 28 de Maio, retirou-se para o Porto e foi nomeado, ainda em 1926, diretor clínico do Sanatório Hospital Rodrigues Semide, da Santa Casa da Misericórdia do Porto. Iniciou também um persistente combate político contra o regime ditatorial instaurado pela Revolução Nacional, que se prolongaria contra o salazarismo e o Estado Novo, e tomou parte em diversos movimentos de oposição à Ditadura.
Em consequência da sua oposição à Ditadura Militar, foi preso logo em 1927, por apoiar a fracassada Revolução de Fevereiro, a primeira manifestação de vulto contra a recém-instaurada ditadura. Por não ceder nas suas convicções, entre 1930 e 1931 esteve desterrado no Funchal,onde exerceu medicina e participou na Revolta da Madeira.
Em 1931 assina, ao lado de Tito de Morais e Norton de Matos, um manifesto da Aliança Republicana-Socialista, o que desencadeia nova onda de repressão, em resultado da qual foi em 1935 saneado do lugar de professor efectivo no Liceu Alexandre Herculano.
Apesar de lhe ser reconhecido grande empenho e dedicação nas suas funções clínicas na Santa Casa da Misericórdia, em 1945, após cerca de 20 anos de serviço, foi exonerado por ter entrado em conflito com a mesa da Santa Casa da Misericórdia do Porto, na altura pró-salazarista. Afastado da direcção clínica do Hospital Rodrigues Semide, redige um manifesto exigindo eleições livres e participou, com quatro dos seus seis filhos (Eduardo, Artur, Osvaldo e Fernando) no Movimento de Unidade Democrática, a estrutura unificadora da oposição ao salazarismo. Mantém a sua atividade clínica no seu consultório na Rua Formosa até aos 75 anos.
Deixou publicados vários compêndios para o Ensino Secundário.
Em 1949 discursou ao lado de Norton de Matos no comício da Fonte da Moura e em 1958 foi incentivado a candidatar-se à Presidência da República, mas resolveu apoiar o general Humberto Delgado, que recebeu no Porto, num dos momentos mais fulgurantes da sua campanha.
Na comemoração do seu 80.º aniversário, realizadas em 1959, foi homenageado com um jantar que reuniu cerca de 300 pessoas.
Faleceu na cidade do Porto a 14 de Setembro de 1960, sendo inumado no cemitério do Prado do Repouso.